# Miss Ausztrália
A Miss Ausztrália általánosan használt elnevezése, megszólítása az ausztrál szépségversenyek győzteseinek. Az országban több nemzeti szépségversenyt is megrendeznek, amik a Miss World, Miss Universe, Miss Earth és Miss International versenyekre küldenek ausztrál versenyzőt. Az ország 2-2 győzelmet mondhat magáénak a Miss World és Miss Universe versenyeken, míg a Miss International versenyt háromszor nyerték meg, de a Miss Earth versenyen még nem értek el számottevő eredményt.

## A versenyek története
Az első Miss Ausztráliát (angolul Miss Australia) 1908-ban választották meg válaszul egy amerikai újságban megjelent hírre, miszerint az egyik első amerikai verseny győztese "a legszebb nő a világon". Az ausztrálok ezzel nem értettek egyet, ezért megszervezték saját versenyüket, melyet Alice Buckridge nyert meg. A következő versenyt 1911-ben szervezték meg, Millicent Mahy nyerte meg, aki soha nem vette át a díját, egy 100 font értékű Vénusz-szobrot. Az első, hivatalosan is Miss Australia néven szervezett versenyt azonban csak 1928-ban rendezték meg. A Miss Australia Quest néven futó versenyt váltakozva szponzorálták a cégek pár évig, de aztán egy ideig feledésbe merült, majd újra feléledt a II. világháború után.
1953-ban Bernard J. Dowd, a Dowd Associates igazgatója indította újra, hogy a termékeit reklámozza. Az versenyzőknek újsághirdetésre kellett jelentkezniük, és a fényképeik alapján választották ki az egyes államokban külön létrehozott zsűrik a továbbjutókat és az állami győztest. Minden állami győztesnek el kellett utaznia Melbourne-be, ahol egy újabb zsűri választotta ki Miss Australiát.
1954-ben a Miss Queensland verseny olyan nagy sikert aratott, hogy a Queensland Spastic League igazgatója felkérte G. Moore-t, hogy a versenyt használják fel az agyhűdéses gyerekek gyógyítására létrehozott Spastic League támogatására. A Spastic League ezután olyan tervvel állt elő, ami lehetővé tette, hogy Miss Australia Quest teljes nevezési és lebonyolítási rendszerét olyan formára alakítsák át, ami országos szinten segíti a beteg gyerekek támogatására való adományok gyűjtését. 1963-ban a Dowd Association teljes egészében átadta a Miss Australia Quest szervezési jogait az  Australian Cerebral Palsy Associationnek (ACPA). Az ACPA minden államban megszervezte a versenyt Miss Queensland, Miss New South Wales, stb. név alatt. Az 1960-as évektől egészen az 1980-as évekig évente mintegy ezren jelentkeztek a versenyre.
1992-ben Miss Australia Award-ra változtatták a verseny nevét, és elhagyták a koronázási ceremóniát. 1998-ban bejelentették, hogy befejezik a versenysorozatot. Az utolsó Miss Australia Award győztes 2000-ben Sheree Primmer volt.
2001 óta szervezik meg a Miss Universe Australia versenyt, aminek a győztese a Miss Universe versenyen vesz részt, de már az előtt is volt ausztrál résztvevő ezen a nemzetközi versenyen. Miss World Australia néven a Miss World versenyre választanak küldöttet, és Ausztrália rendszeresen részt vesz a Miss International és Miss Earth versenyeken is.

## Miss Australia győztesek
| Év   | Név               |
| ---- | ----------------- |
| 1908 | Alice Buckridge   |
| 1926 | Beryl Mills       |
| 1927 | Phyllis Von Alwyn |
| 1937 | Sheila Martin     |
| 1946 | Rhonda Kelly      |
| 1947 | Judy Gainford     |
| 1948 | Beryl James       |
| 1949 | Margaret Hughes   |
| 1953 | Maxine Morgan     |

## Miss Australia Quest/Award győztesek
A versenysorozat 1954-2000 között létezett.
| Év   | Név                                  |
| ---- | ------------------------------------ |
| 1954 | Shirley Bliss                        |
| 1955 | Maureen Kistle                       |
| 1956 | June Finlayson                       |
| 1957 | Janette Craig (lemondott) Helen Wood |
| 1958 | Pam Mackay                           |
| 1959 | Joan Stanbury                        |
| 1960 | Rosemary Fenton                      |
| 1961 | Tania Verstak                        |
| 1962 | Tricia Reschke                       |
| 1964 | Jan Taylor                           |
| 1965 | Carole Jackson                       |
| 1966 | Sue Gallie                           |
| 1967 | Margaret Rohan                       |
| 1968 | Helen Newton                         |
| 1969 | Suzanne McClelland                   |
| 1970 | Rhonda Iffland                       |
| 1971 | June Wright                          |
| 1972 | Gay Walker                           |
| 1973 | Michelle Downes                      |
| 1974 | Randy Baker                          |
| 1975 | Kerry Doyle                          |
| 1976 | Sharon Betty                         |
| 1977 | Francene Maras                       |
| 1978 | Gloria Krope                         |
| 1979 | Anne Sneddon                         |
| 1980 | Eleanor Morton                       |
| 1981 | Leanne Dick                          |
| 1982 | Jenny Coupland                       |
| 1983 | Lisa Cornelius                       |
| 1984 | Maryanne Koznjak                     |
| 1985 | Maria Ridley                         |
| 1986 | Tracey Pearson                       |
| 1987 | Judi Green                           |
| 1988 | Caroline Lumley                      |
| 1989 | Lea Dickson                          |
| 1990 | Rebecca Noble                        |
| 1991 | Helena Wayth                         |
| 1992 | Suzanne Lee                          |
| 1993 | Joanne Dick                          |
| 1994 | Jane Bargwanna                       |
| 1995 | Margaret Tierney                     |
| 1996 | Suzanne Haward                       |
| 1997 | Tracy Secombe                        |
| 1998 | Suellen Fuller                       |
| 1999 | Kathryn Hay                          |
| 2000 | Sheree Primer                        |

## Miss Universe versenyzők

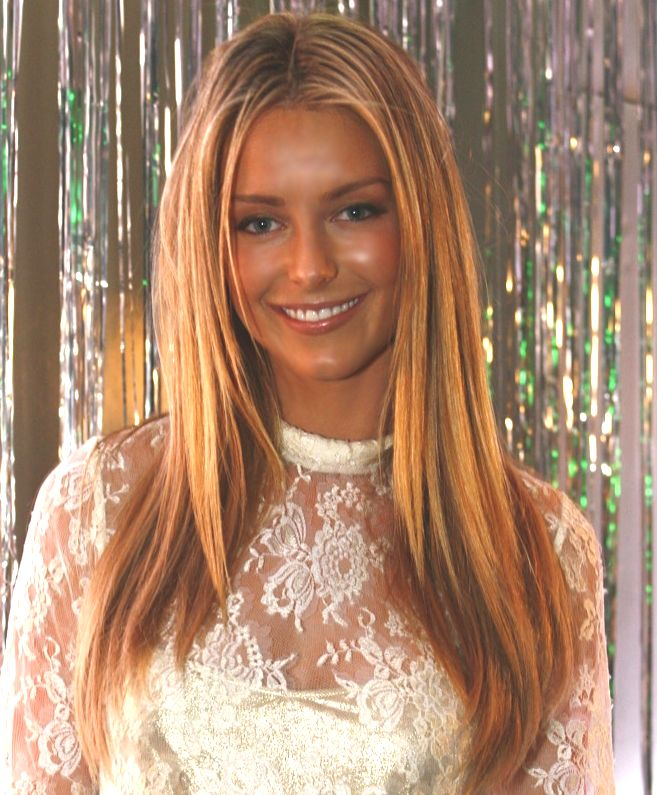
Jennifer Hawkins, Miss Universe 2004 győztes

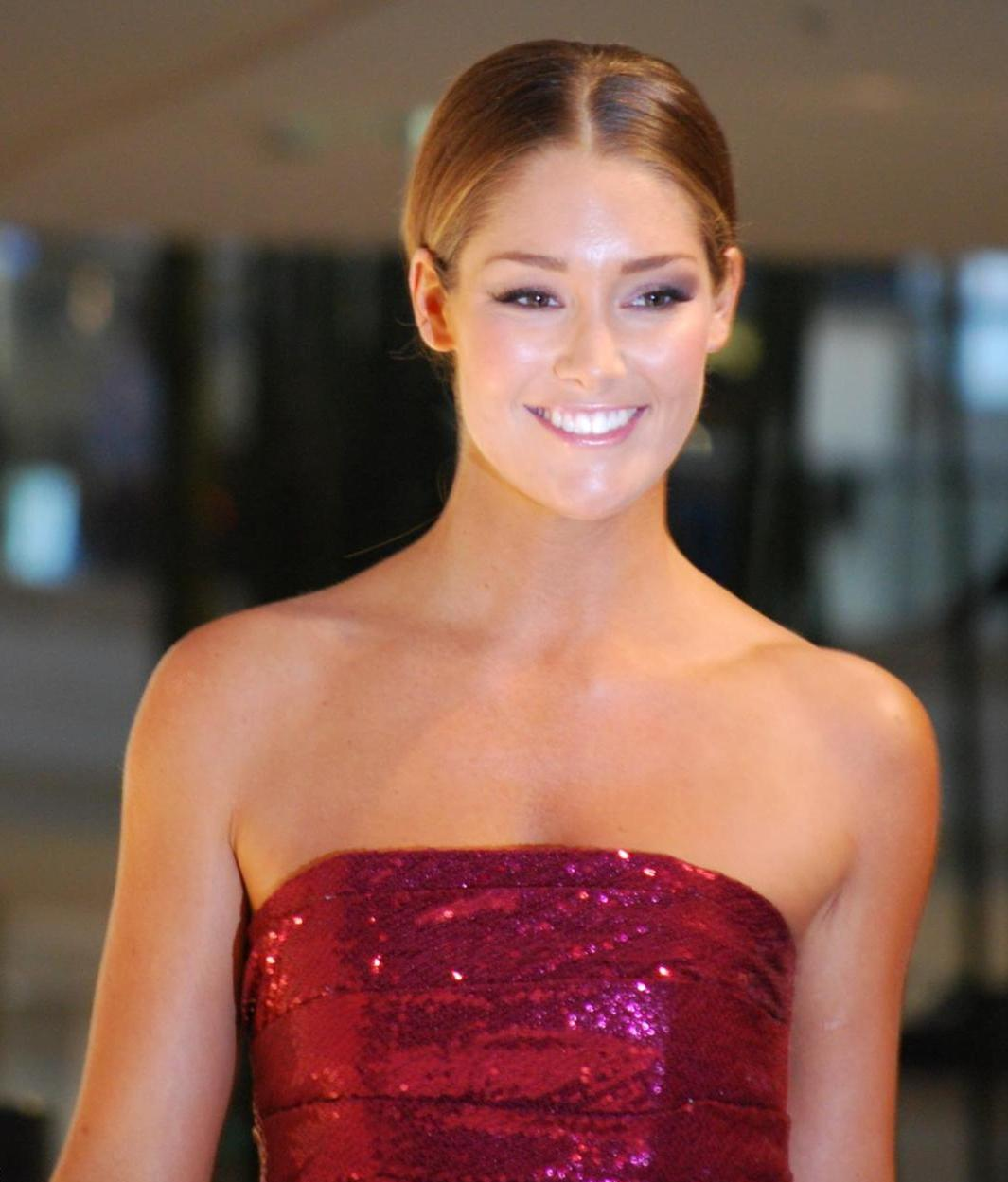
Erin McNaught, Miss Universe Australia 2006

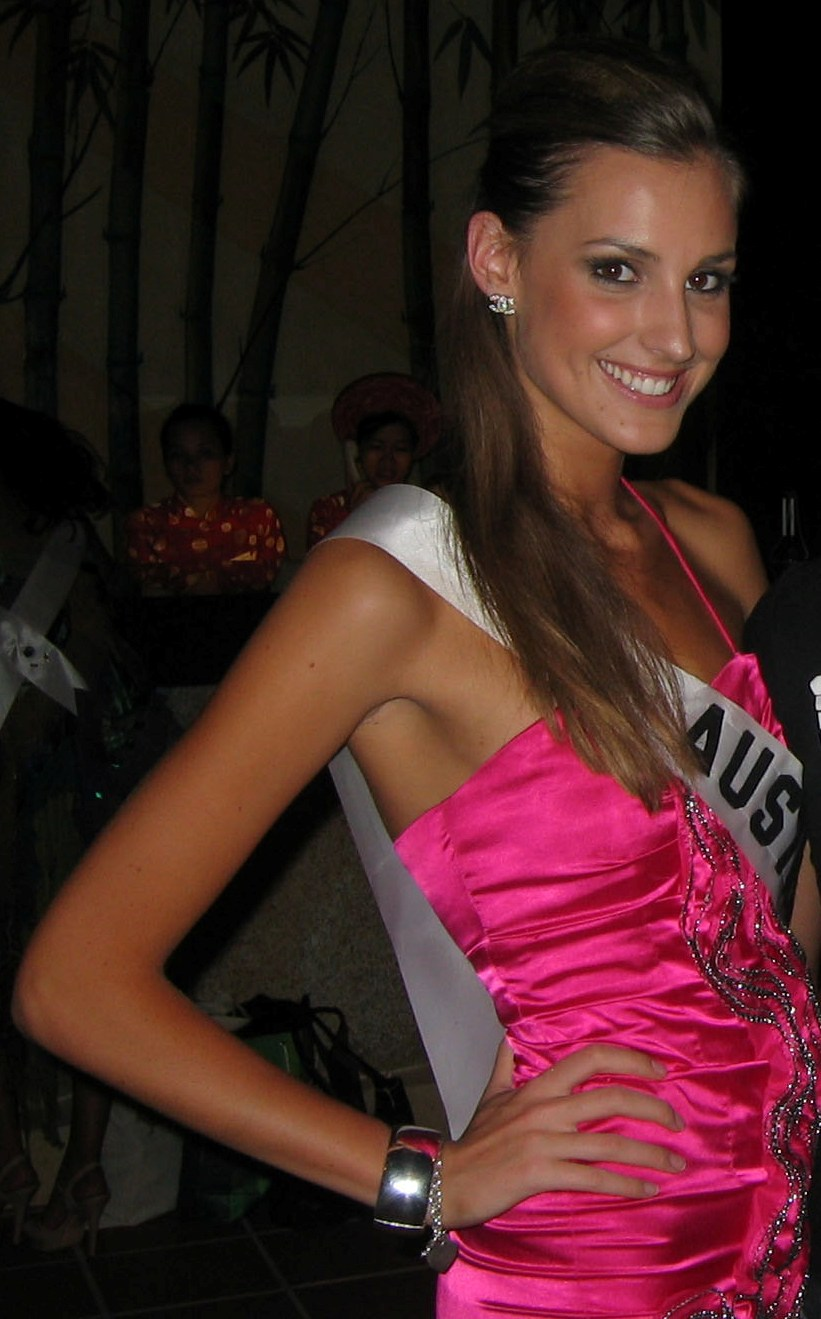
Laura Dundovic középdöntős a Miss Universe 2008 versenyen

Ausztrália a kezdetektől, 1952 óta részt vesz a Miss Universe versenyen. Kétszer értek el győzelmet, 1972-ben és 2004-ben.
| Év   | Név                        | Helyezés          |
| ---- | -------------------------- | ----------------- |
| 1952 | Leah MacCartney            |                   |
| 1953 | Maxine Morgan              | 5. helyezett      |
| 1954 | Shirley Bliss              |                   |
| 1958 | Astrid Tanda Lindholm      |                   |
| 1964 | Maria "Ria" Luyben         |                   |
| 1965 | Pauline Verey              | középdöntős       |
| 1968 | Laureen Jones              |                   |
| 1969 | Joanne Barret              | 3. helyezett      |
| 1970 | Joan Lydia Zealand         | 3. helyezett      |
| 1971 | Tony Suzanne Rayward       | 2. helyezett      |
| 1972 | Kerry Anne Wells           | győztes           |
| 1973 | Susan Mainwaring           |                   |
| 1974 | Yasmin May Nagy            | középdöntős       |
| 1975 | Jennifer Matthews          |                   |
| 1976 | Julie Anne Ismay           | 5. helyezett      |
| 1977 | Jill Maree Minahan         |                   |
| 1978 | Beverly Frances Pinder     |                   |
| 1979 | Kerry Dunderdale           |                   |
| 1980 | Katrina Judith Rose Redina |                   |
| 1981 | Karen Sang                 |                   |
| 1982 | Lou-Anne Caroline Ronchi   |                   |
| 1983 | Simone Cox                 |                   |
| 1984 | Donna Thelma Rudrum        |                   |
| 1985 | Elizabeth Rowly            |                   |
| 1986 | Christina Lucinda Bucat    |                   |
| 1987 | Jennine Susan Leonarder    |                   |
| 1988 | Vanessa Lynn Gibson        |                   |
| 1989 | Karen Wenden               |                   |
| 1990 | Charmaine Ware             |                   |
| 1992 | Georgina Denahy            | középdöntős       |
| 1993 | Voni Delfos                | Top6 döntős       |
| 1994 | Michelle van Eimeren       |                   |
| 1995 | Jacqueline Shooter         |                   |
| 1996 | Jodie McMullen             |                   |
| 1997 | Laura Csortan              |                   |
| 1998 | Renee Henderson            |                   |
| 1999 | Michelle Shead             |                   |
| 2000 | Samantha Frost             |                   |
| 2002 | Sarah Davie                |                   |
| 2003 | Ashlea Talbot              |                   |
| 2004 | Jennifer Hawkins           | győztes           |
| 2005 | Michelle Guy               |                   |
| 2006 | Erin McNaught              |                   |
| 2007 | Kimberly Busteed           |                   |
| 2008 | Laura Dundovic             | Top10 középdöntős |
| 2009 | Rachael Anne Finch         | 4. helyezett      |
| 2010 | Jesinta Campbell           | 3. helyezett      |
| 2011 | Scherri Lee Biggs          | Top 10            |

## Miss World versenyzők

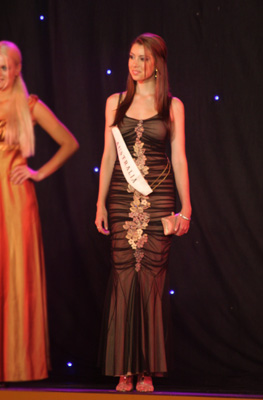
Katie Richardson, Miss World Australia 2008

Ausztrália 1955-ben versenyzett először a Miss World versenyen, első győzelmét 1968-ban szerezte. A következő és egyben utolsó győzelem 1972-ben volt.
| Év   | Név                              | Helyezés     |
| ---- | -------------------------------- | ------------ |
| 1955 | Beverly Prowse                   | középdöntős  |
| 1957 | June Finlayson                   |              |
| 1960 | Margaret Pasquil Nott            |              |
| 1965 | Jan Rennison                     |              |
| 1967 | Judy Lockey                      |              |
| 1968 | Penelope Plummer                 | győztes      |
| 1969 | Stefane Meurer                   |              |
| 1970 | Valli Kemp                       | középdöntős  |
| 1971 | Valerie Roberts                  | középdöntős  |
| 1972 | Belinda Roma Green               | győztes      |
| 1973 | Virginia Radinas                 |              |
| 1974 | Gail Margaret Petith             | 4. helyezett |
| 1975 | Anne Davidson                    | középdöntős  |
| 1976 | Karen Jo Pini                    | 2. helyezett |
| 1977 | Jaye-Leanne Hopewell             | 6. helyezett |
| 1978 | Denise Ellen Coward              | 3. helyezett |
| 1979 | Jodie Anne Day                   | 4. helyezett |
| 1980 | Linda Leigh Shepherd             |              |
| 1981 | Melissa Hannan                   | 6. helyezett |
| 1982 | Catherine Anne Morris            | középdöntős  |
| 1983 | Tanya Bowe                       |              |
| 1984 | Lou-Anne Caroline Ronchi         | 3. helyezett |
| 1985 | Angelina Nasso                   |              |
| 1986 | Stephanie Eleanor Andrews        |              |
| 1987 | Donna Thelma Rudrum              |              |
| 1988 | Catherine Bushell                | középdöntős  |
| 1989 | Natalie Tania McCurry            | középdöntős  |
| 1990 | Karina Brown                     |              |
| 1991 | Leanne Buckle                    | 2. helyezett |
| 1992 | Rebecca Simic                    |              |
| 1993 | Karen Ann Carwin                 |              |
| 1994 | Skye-Jilly Edwards               |              |
| 1995 | Melissa Porter                   | középdöntős  |
| 1996 | Nicole Smith                     |              |
| 1997 | Laura Csortan                    | középdöntős  |
| 1998 | Sarah-Jane Camille St. Clair     |              |
| 1999 | Nalishebo Gaskell                |              |
| 2000 | Renee Henderson                  |              |
| 2001 | Eva Milic                        |              |
| 2002 | Nicole-Rita Ghazal               | Top10        |
| 2003 | Olivia Stratton                  | középdöntős  |
| 2004 | Sarah Janette Davies             | középdöntős  |
| 2005 | Dennae Brunow                    |              |
| 2006 | Sabrina Houssami                 | 3. helyezett |
| 2007 | Caroline Louise Clowes Pemberton |              |
| 2008 | Katie Marie Richardson           |              |
| 2009 | Sophie Lavers                    |              |
| 2010 | Ashleigh Carmen Francis          |              |
| 2011 | Amber Greasly                    |              |
| 2012 |                                  |              |
| 2013 | Erin Holland                     | Top10        |

## Miss Earth versenyzők
Ausztrália a verseny kezdete, 2001 óta részt vesz a rendezvényen.
| Év   | Név                      | Helyezés          |
| ---- | ------------------------ | ----------------- |
| 2001 | Christy Anderson         |                   |
| 2002 | Ineke Candice Leffers    |                   |
| 2003 | Shivaune Christina Field |                   |
| 2004 | Shenevelle Dawn Dickson  | Top 8 középdöntős |
| 2005 | Anne-Maree Bowdler       |                   |
| 2006 | Natalie Newton           |                   |
| 2007 | Victoria Louise Stewart  |                   |
| 2008 | Rachael Smith            |                   |
| 2009 | Melinda Jane Heffernan   |                   |
| 2010 | Kelly Louise Maguire     |                   |

## Miss International versenyzők
Ausztrália 1960 óta küld versenyzőt a Miss International versenyre, amit három alkalommal (1962, 1981 és 1992) meg is nyert.
| Év   | Név                       | Helyezés     |
| ---- | ------------------------- | ------------ |
| 1960 | Joan Stanbury             |              |
| 1961 | Rosemary Fenton           |              |
| 1962 | Tania Verstak             | győztes      |
| 1963 | Tricia Maralyn Reschke    | középdöntős  |
| 1964 | Janice Margaret Taylor    |              |
| 1965 | Carole Jackson            |              |
| 1967 | Margaret Rohan            |              |
| 1968 | Monique Denise Hughes     |              |
| 1969 | Janine Forbes             | középdöntős  |
| 1970 | Karen Patricia Papworth   | 3. helyezett |
| 1971 | Carolyn Tokoly            |              |
| 1972 | Christine Nola Clark      | 2. helyezett |
| 1973 | Paula Lesley Whitehead    | középdöntős  |
| 1974 | Monique Francisca Daams   | 5. helyezett |
| 1975 | Alison Leigh McKean       | középdöntős  |
| 1976 | Patricia Lesley Newell    |              |
| 1977 | Pamela Joy Cail           |              |
| 1978 | Michelle Cay Adamson      |              |
| 1979 | Regina Reid               |              |
| 1980 | Debbie Newsome            |              |
| 1981 | Jenny Annette Derek       | győztes      |
| 1982 | Lou-Anne Caroline Ronchi  | középdöntős  |
| 1983 | Michelle Marie Banting    | 2. helyezett |
| 1984 | Barbara Francisca Kendell |              |
| 1985 | Ketrina Ray Keeley        | középdöntős  |
| 1986 | Christine Lucinda Bucat   |              |
| 1987 | Vanessa Lynn Gibson       | középdöntős  |
| 1988 | Toni-Jene Frances Peters  | 3. helyezett |
| 1989 | Jodie Martel              | középdöntős  |
| 1990 | Anna Stokes               |              |
| 1991 | Melinda Sue Boundy        | középdöntős  |
| 1992 | Kirsten Marise Davison    | győztes      |
| 1993 | Monique Ann Lysaught      | középdöntős  |
| 1994 | Rebecca Anne Jackes       |              |
| 1995 | Kristen Szypica           |              |
| 1996 | Kylie Ann Watson          | középdöntős  |
| 1997 | Nadine Therese Bennett    |              |
| 1998 | Katherine Louis O'Brien   |              |
| 2004 | Lacey Davis               |              |
| 2005 | Natalie Gillard           |              |
| 2006 | Karli Smith               |              |
| 2007 | Danielle Byrnes           |              |
| 2008 | Kristal Hammond           |              |
| 2009 | Kelly Louise Maguire      |              |
| 2010 | Charlotte Rose Mastin     |              |

## Fordítás
Ez a szócikk részben vagy egészben  a   Miss Australia című angol Wikipédia-szócikk ezen változatának fordításán alapul.  Az eredeti cikk szerkesztőit annak laptörténete sorolja fel. Ez a jelzés csupán a megfogalmazás eredetét és a szerzői jogokat jelzi, nem szolgál a cikkben szereplő információk forrásmegjelöléseként.